# Шахтёрское (Волынская область)
Шахтёрское (укр. Шахтарське) — село в Поромовской сельской общине Владимирского района Волынской области Украины.
До 2020 года входило в Иваничевский район.
Код КОАТУУ — 0721180405. Население по переписи 2001 года составляет 116 человек. Почтовый индекс — 45310. Телефонный код — 3372. Занимает площадь 9,25 км².